# Vitrinella pusilla
Vitrinella pusilla is een slakkensoort uit de familie van de Tornidae. De wetenschappelijke naam van de soort is voor het eerst geldig gepubliceerd in 1840 door L. Pfeiffer.